# Jürgen Gerhards

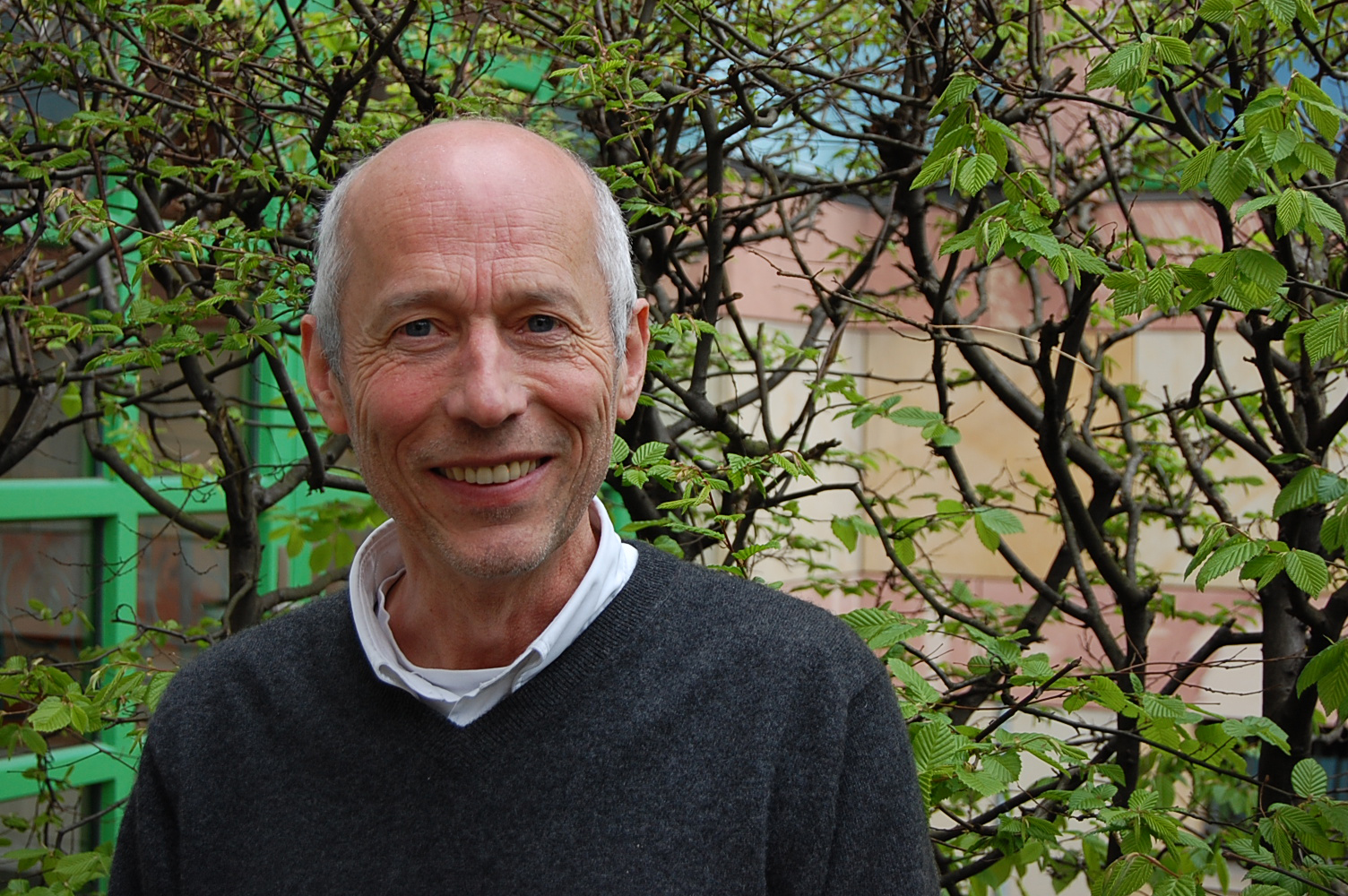
Jürgen Gerhards (2012)

Jürgen Gerhards (* 12. März 1955 in Andernach) ist ein deutscher Soziologe.
Von 1982 bis 1988 war er wissenschaftlicher Mitarbeiter an der Universität zu Köln und wurde 1987 dort mit einer Arbeit zur Soziologie der Emotionen promoviert. 1988 wechselte Gerhards an das Wissenschaftszentrum Berlin in die neu gegründete Abteilung Öffentlichkeit und soziale Bewegungen und blieb dort bis 1994. Er habilitierte sich 1992 an der Freien Universität Berlin. Von 1994 bis 2004 hatte er eine Professur für Kultursoziologie und Allgemeine Soziologie am Institut für Kulturwissenschaften der Universität Leipzig. 2004 erhielt er eine Professur für Makrosoziologie am Institut für Soziologie der Freien Universität Berlin. Jürgen Gerhards war Fellow an folgenden Institutionen: 2001/2002 am Wissenschaftskolleg zu Berlin, 2003/2004 am Swedish Collegium for Advanced Study (Uppsala/Schweden) sowie 2009/2010 am Center for European Studies der Harvard University (Cambridge/USA) sowie 2018 Gastprofessor an der Peking University. Schwerpunkte seiner Arbeit sind die Soziologie der Emotionen, Europaforschung, ländervergleichende Forschung, Soziologie der Öffentlichkeit, Europäische Öffentlichkeit sowie die Namenforschung aus kultursoziologischer Sicht.
2007 wurde er als Ordentliches Mitglied der Sozialwissenschaftlichen Klasse in die Berlin-Brandenburgische Akademie der Wissenschaften und 2018 zum Mitglied der Deutschen Akademie der Naturforscher Leopoldina gewählt.

## Monographien
- Framing Refugees. How the Admission of Refugees is Debated in Six Countries Across the World (2024, Oxford – ISBN 9780198904724, mit Daniel Drewski)
- How Strong is European Solidarity? Insights from a Thirteen Country Survey (2019, London – ISBN 9780367727093, mit Holger Lengfeld, Zsófia S. Ignácz, Florian K. Kley & Maximilian Priem)
- Social Class and Transnational Human Capital. How Upper and Middle Class Parents Prepare Their Children for Globalization (2017, London – ISBN 9781138232020, mit Silke Hans und Sören Carlson)
- European Citizenship and Social Integration in the European Union (2015, London – ISBN 9781138833609, mit Holger Lengfeld)
- Wir, ein europäisches Volk? Sozialintegration Europas und die Idee der Gleichheit aller europäischen Bürger (2013, Wiesbaden – ISBN 9783658015305, mit Holger Lengfeld)
- Mehrsprachigkeit im vereinten Europa. Transnationales sprachliches Kapital als Ressource in einer globalisierten Welt (2010, Wiesbaden – ISBN 9783531174419), Englische Version im Open Access: From Babel to Brussels. European Integration and the Importance of Transnational Linguistic Capital (2012)
- Cultural Overstretch? Differences Between Old and New Member States of the EU and Turkey (2007, London/New York – ISBN 9780415435499)
- Die Herstellung einer öffentlichen Hegemonie (2006, Wiesbaden – ISBN 3531149644, mit Mike S. Schäfer)
- The Name Game. Cultural Modernization and First Names (2005, New Brunswick/London – ISBN 9780765802972)
- Kulturelle Unterschiede in der Europäischen Union (2005, Wiesbaden – ISBN 3531143212, mit Michael Hölscher)
- Die Moderne und ihre Vornamen (2003, Wiesbaden – ISBN 3531138871)
- Das Ernährungsverhalten von Jugendlichen im Kontext ihrer Lebensstile. Eine empirische Studie (2003, Bundeszentrale für gesundheitliche Aufklärung Köln, mit Jörg Rössel)
- Shaping Abortion Discourse (2002, Cambridge – ISBN 052179384X, mit Myra Marx Ferree, William A. Gamson, Dieter Rucht)
- Interessen und Ideen im Konflikt um das Wahlrecht. Eine kultursoziologische Analyse der parlamentarischen Debatten über das Dreiklassenwahlrecht (1999, Leipzig – ISBN 3933240719, mit Jörg Rössel)
- Zwischen Diskurs und Palaver: Strukturen öffentlicher Meinungsbildung am Beispiel des Abtreibungsdiskurses in der Bundesrepublik (1998, Opladen – ISBN 9783531132037, mit Friedhelm Neidhardt und Dieter Rucht)
- Neue Konfliktlinien in der Mobilisierung öffentlicher Meinung. Eine Fallanalyse (1993, Opladen – ISBN 3531124749)
- Intime Kommunikation. Eine empirische Studie über Wege der Annäherung und Hindernisse für safer sex (1992, Baden-Baden – ISBN 9783789027109, mit Bernd Schmidt)
- Die Macht der Massenmedien und die Demokratie: Empirische Befunde, WZB Discussion Paper, No. FS III 91-108, Wissenschaftszentrum Berlin für Sozialforschung (WZB), Berlin 1991; verfügbar über: Bibliothek Wissenschaftszentrum Berlin für Sozialforschung gGmbH (WZB) (Stand: 2021)
- Soziologie der Emotionen. Fragestellungen, Systematik, Perspektiven (1988, München – ISBN 9783779905868)
- Wahrheit und Ideologie. Eine kritische Einführung in die Systemtheorie Niklas Luhmanns (1984, Köln – ISBN 9783922607830)